# 达克斯欣巴古阿恩
达克斯欣巴古阿恩（Dakshin Baguan），是印度西孟加拉邦Medinipur县的一个城镇。总人口4672（2001年）。

## 人口
该地2001年总人口4672人，其中男性2440人，女性2232人；0—6岁人口824人，其中男430人，女394人；识字率69.33%，其中男性为75.12%，女性为62.99%。